# Enrique Muttis
Enrique Rodolfo Muttis (Elortondo, Departamento General López, provincia de Santa Fe ; 3 de abril de 1934 - La Capital, Santa Fe; 13 de julio de 1991) fue un profesor, periodista, presentador de televisión, locutor y político militante en el PDP.

## Carrera
Perteneciente a una familia de políticos, su padre perteneció al Partido Demócrata Progresista en el sur de Santa Fe. Integró la juventud de ese partido pintando carteles y pegando afiches.
Fue profesor de Historia y Geografía en el Instituto del Profesorado de Santa Fe y en el Colegio Nacional Simón de Iriondo. Fue docente titular de Historia de América en la Universidad Católica de Santa Fe, entre 1965 y 1970.
En el año 1973 fue elegido por primera vez concejal por el PDP, mandato que no pudo cumplirse por el golpe de Estado conocido como Proceso de Reorganización Nacional.
Ocupó el cargo de Vicedecano en la Facultad de Historia de la Universidad Católica de Santa Fe; director de Cultura de la Municipalidad; delegado del Ministerio de Educación de la Nación para la transferencia del sistema educativo de las provincias y subsecretario de Acción Comunal de la gobernación de Santa Fe. [cita requerida]Además trabajo en Canal 13 Santa Fe de la Vera Cruz con Notitrece desde 1966.
En 1987 fue electo diputado nacional por la provincia de Santa Fe para un mandato de cuatro años.
En 1989, ante la destitución del intendente peronista Carlos Aurelio Martínez, el PDP propuso a Muttis como candidato a intendente de Santa Fe en los comicios del 26 de noviembre de 1989. Muttis resultó electo por amplio margen frente a Mario Papaleo del Partido Justicialista y a Roberto Pascual Silva de la UCR. Renunció a su banca de diputado nacional y asumió la intendencia de Santa Fe el 10 de diciembre de 1989.
Su administración no recibió ayudas económicas del gobierno provincial de Víctor Reviglio ni del gobierno nacional que ejercía el riojano Carlos Menem, ambos del PJ. El Concejo Municipal, con mayoría justicialista, también le resultó adverso.

## Vida privada
En el año 1955 conoce a su eterna esposa, Julia Matilde Gandini, quien lo acompañó hasta su muerte. Gandini falleció el 4 de abril de 2013, a los 78 años.

## Fallecimiento
Muttis falleció en ejercicio de la intendencia, víctima de un cáncer a los 57 años, el 13 de julio de 1991. Sus restos descansan en una fosa familiar en el Cementerio Municipal de Santa Fe.

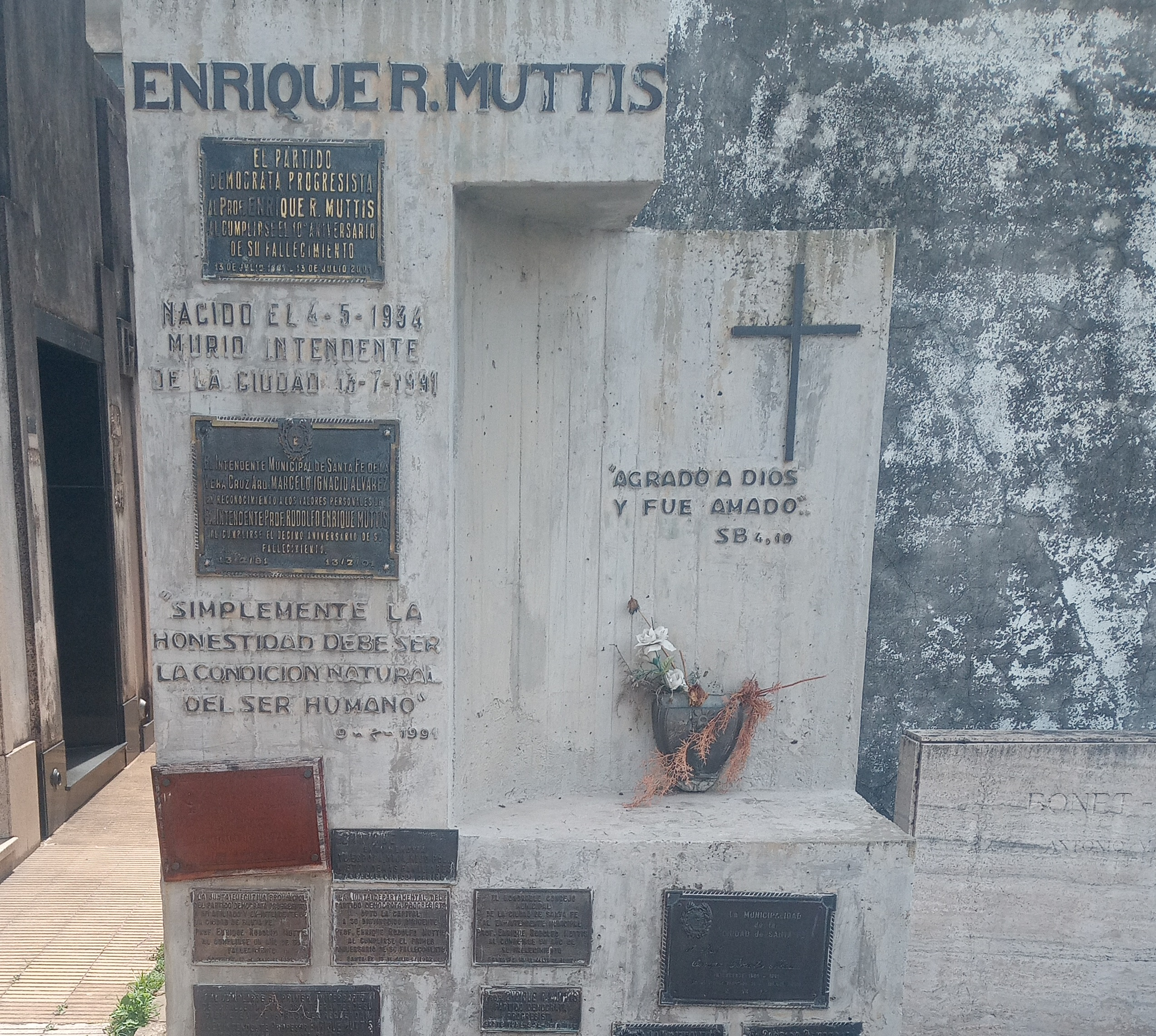
Sepulcro de Muttis

## Homenajes
- En diciembre de 1991 comenzó la intendencia del Ingeniero Jorge Alberto Obeid y en la zona del “Faro de la Costanera” inauguraron el “Bulevar Muttis” como espacio para recreación desde la niñez.
- En el Centro Cultural Municipal situado en Cortada Falucho 2450, en 1992 decidieron inaugurar la “Biblioteca Profesor Enrique Muttis” que es un lugar de encuentro de vecinos para leer los diarios; de exposiciones de obras de artistas locales, dibujantes, pintores y escultores.[6]